# Souvrství Livingston
Souvrství Livingston je geologickou formací na jihu a ve střední části státu Montana v USA. Stáří sedimentů tohoto souvrství činí asi 72 až 64 milionů let, pocházejí tedy z období nejpozdnější svrchní křídy (geologický věk maastricht) až raného paleocénu. Horniny z tohoto souvrství tedy poskytují svědectví o posledních milionech let existence druhohorních dinosaurů, podobně jako souvrství Hell Creek, souvrství Lance, souvrství Laramie a některá další.

## Charakteristika
Sedimenty tohoto souvrství mají mocnost až přes 2000 metrů (běžněji ale spíše 600 metrů) a jedná se převážně o pískovce, slepence a jílovce. Souvrství stanovil roku 1893 geolog W. H. Weed na základě typové lokality u města Livingston v okrese Park v Montaně. Kromě fosilií dinosaurů se zde vyskytují také fosilie sladkovodnbích měkkýšů a zkamenělé dřevo křídových stromů. Fosilní vegetace je zde zastoupena poměrně značnou druhovou bohatostí.

## Dinosauří fauna

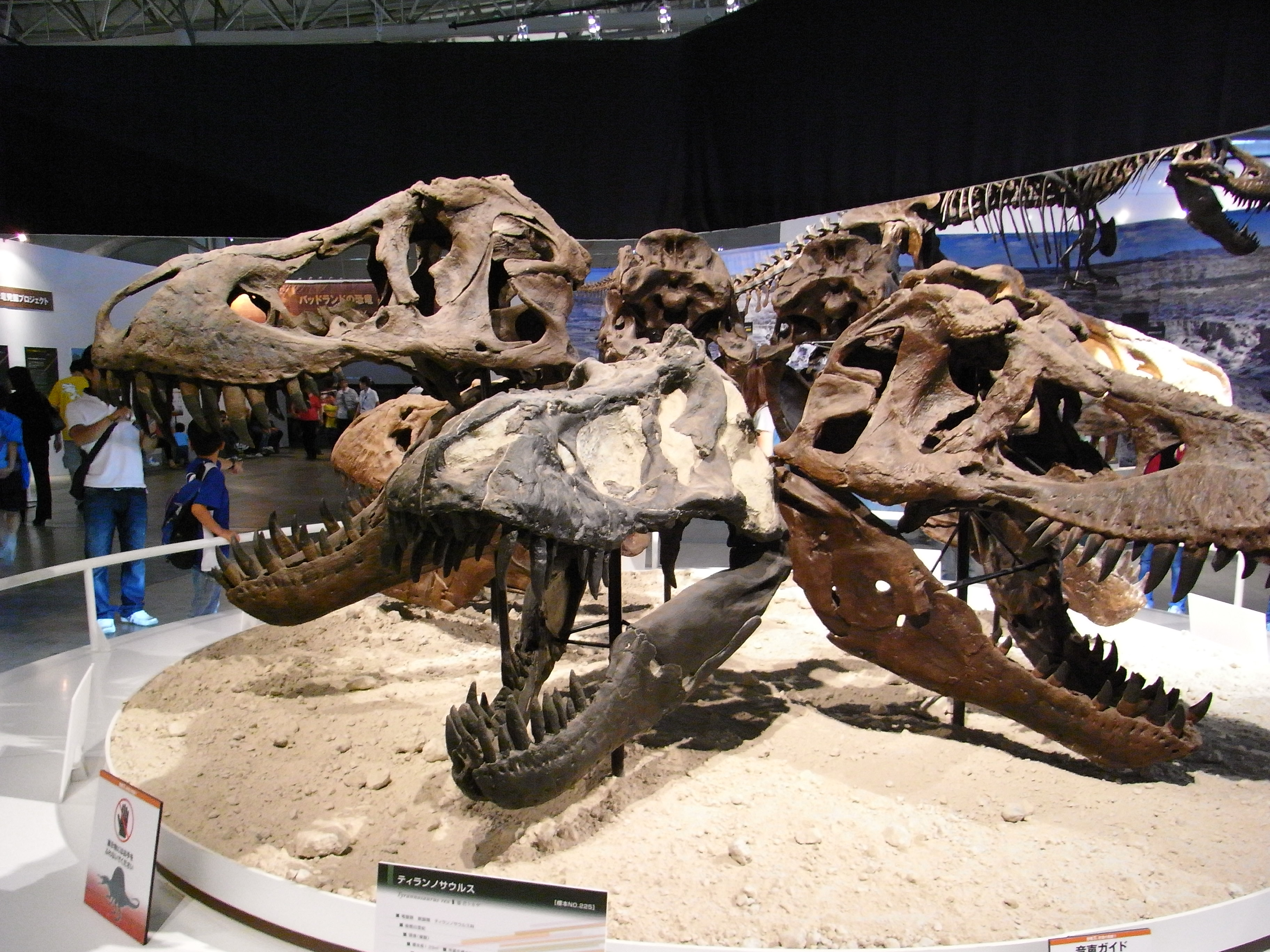
Lebky rodu Tyrannosaurus, jednoho z dinosaurů, objeveného také v souvrství Livingston.

- Ceratopsidae indet.[6]
- Hadrosauridae indet.[7]
- ?Monoclonius sp.[8]
- Tyrannosaurus rex[9]